# Robin Malmkvist
Robin Malmkvist, född 13 november 1987, är en svensk före detta fotbollsmålvakt. 

## Klubbkarriär
Malmkvists moderklubb är Alvesta GIF. Han gjorde seniordebut i Superettan redan som 17-åring i Östers IF 2005. Det året gick laget upp i Allsvenskan och året efter gjorde han 13 matcher i högsta serien. Inför säsongen 2010 värvades han av Halmstads BK. Han var, i konkurrens med Karl-Johan Johnsson, förstamålvakt under säsongen och startade 23 av 30 allsvenska matcher. Säsongen därpå lånades han dock ut till Tromsø IL i Norge, efter att HBK värvat Nauzet Pérez. Efter säsongens slut gick han till Assyriska FF i Superettan. I november 2015 förlängde han sitt kontrakt med två år.
Inför säsongen 2017 värvades Malmqvist av Östers IF, där han skrev på ett tvåårskontrakt. I oktober 2018 skrev Malmqvist på ett nytt ettårskontrakt med option på ytterligare ett år. Efter säsongen 2019 lämnade han klubben och avslutade sin karriär.

## Landslagskarriär
Malmkvist har representerat såväl junior- som U21-landslagen.